# Dichocrocis bistrigalis
Dichocrocis bistrigalis is een vlinder van de familie van de grasmotten (Crambidae), uit de onderfamilie van de Spilomelinae. De wetenschappelijke naam van deze soort is voor het eerst voorgesteld als Zebronia bistrigalis door Francis Walker in een publicatie uit 1866.
De soort komt voor in India (West-Bengalen).